# Begraafplaats van Toufflers
De Begraafplaats van Toufflers is een gemeentelijke begraafplaats in de Franse gemeente Toufflers in het Noorderdepartement. De begraafplaats ligt aan de Rue de l'Église op bijna 300 m ten zuidoosten van het centrum (Église Saint-Denis). Ze heeft de vorm van een hoofdletter T en wordt omsloten door een haag.
Rechts naast de ingang staat een herdenkingsmonument voor de burgerlijke en militaire slachtoffers van de gemeente uit beide wereldoorlogen.

## Britse oorlogsgraven
Aan de noordwestelijke rand van de begraafplaats ligt een Brits militair perk met 6 gesneuvelden uit de Eerste Wereldoorlog (gesneuveld tussen 27 oktober en 6 november 1918) en 2 uit de Tweede Wereldoorlog (beide gesneuveld op 1 juni 1940). De graven worden onderhouden door de Commonwealth War Graves Commission en staan er geregistreerd onder Toufflers Communal Cemetery.